# Longobucco
Longobucco é uma comuna italiana da região da Calábria, província de Cosenza, com cerca de 2.899 habitantes (31/05/2019). Estende-se por uma área de 210 km², tendo uma densidade populacional de 21 hab/km². Faz fronteira com Acri, Bocchigliero, Caloveto, Celico, Corigliano Calabro, Cropalati, Paludi, Pietrapaola, Rossano, San Giovanni in Fiore, Spezzano della Sila, Spezzano Piccolo.

## Demografia
| Variação demográfica do município entre 1861 e 2011                               |
|                                                                                   |
| Fonte: Istituto Nazionale di Statistica (ISTAT) - Elaboração gráfica da Wikipedia |